# Черноврата стрелушка
Черновратата стрелушка (Platyceps collaris) е вид змия, срещаща се в Източното Средиземноморие, както и в България. Достига на дължина до 1 m и наподобява сродната стрелушка (Coluber najadum).
Черновратата стрелушката е разпространена в северозападните и южните части на Мала Азия и по източното крайбрежие на Средиземно море до Йордания. В Европа е известен от няколко находища около Истанбул, които вероятно са унищожени от разрастването на града. През 1972 година два екземпляра са събрани от Владимир Ценов в околностите на град Царево (тогава Мичурин) и доставени на природонаучния музей в София, но са регистрирани като Coluber najadum. През 1979 видът е отново установен и вече правилно описан като Coluber rubriceps в България, като става най-скоро откритото влечуго в страната. Среща се в ограничен район в близост до брега на Черно море между Созопол и Ахтопол.
Черновратата стрелушка предпочита скалисти местности с редки храсти. Активна е през деня. Основната ѝ храна са гущерите. Както и таксономически близкият тънък стрелец (Coluber najadum), черновратата стрелушка е изключително бърза и подвижна змия. За разлика от него обаче, макар и рядко, когато е уловена, черновратата стрелушка може слабо да съска.